# فرودگاه تک‌بانده بووما
فرودگاه تک‌بانده بووما (به انگلیسی: Boma Airstrip) یک فرودگاه همگانی، غیرنظامی است که یک باند فرود سنگفرش دارد. این فرودگاه در کشور سودان جنوبی قرار دارد.